# Lett Szocialista Szovjetköztársaság
A Lett Szocialista Szovjetköztársaság (lett nyelven: Latvijas Sociālistiskā Padomju Republika, LSZSZK) egy rövid ideig fennállt szocialista állam volt a lett függetlenségi háború alatt. 1918. december 17-én kiáltották ki, miután Lenin katonai és gazdasági támogatásáról biztosította a lett kommunistákat. A szocialista állam államfője Pēteris Stučka volt.

## Története
Az LSZSZK fegyveres erői, amely a lett lövészekből és a Vörös Hadsereg egyéb egységeiből álltak, gyorsan elfoglalták a mai Lettország nagyobb városait, majd egész területét, arra kényszerítve a Kārlis Ulmanis által vezetett ideiglenes demokratikus kormányt, hogy Liepāja városába vonuljanak vissza, amely a Lett Köztársaság utolsó nagyobb települése volt.
Stučka kormánya gyorsan kommunista reformokat vezetett be, eltérve a radikális politikai irányt képviselő Iskolat-rezsimtől. Néhány reform kezdetben népszerű volt, például a nagybirtokosok tulajdonának kisajátítása. Az agrárterület egyoldalú államosítására vonatkozó döntés azonban komoly gazdasági következményekkel járt a városok számára, amivel a rezsim vidéki támogatása drasztikusan csökkent.
A parasztok már nem tudták tovább ellátni a városi lakosságot a kormány követelésére élelmiszerekkel, a hiány kritikussá vált. Amikor a Rigában és más nagyvárosokban élő emberek elkezdtek éhezni, hozzájárultak a proletariátus széles körű elidegenítéséhez, a vörösterror egyaránt lerohanta mind a vidéki, mind a városi területeket, és állítólagos forradalmárokat kerestettek fel a bűnösök felelősségre vonásáért. A kommunista forradalmi bíróságok és az úgynevezett Flintenweiber (Fegyveres nők) ismert résztvevői voltak ennek a terrorhullámnak.
Az antant által támogatott Ulmanis-kormány teljes támadást rendelt el a német Freikorps támogatásával 1919 tavaszán. A kommunisták által megszállt területeket gyorsan visszafoglalták, Riga 1919. május 22-én került a demokratikus kormány kezére. Nyár elejére már csak Latgale maradt a kommunisták kezén, amelyet végül 1920 elején, a lengyel támadással összhangban foglalta el a lett hadsereg.
A szovjet történészek szerint Lettország 1940-es megszállása a kommunisták hatalomba való visszahelyezését jelentette, az 1920 és 1940 közötti idő pedig csak egy ideiglenes kihagyás volt a szovjet–lett történelemben. 

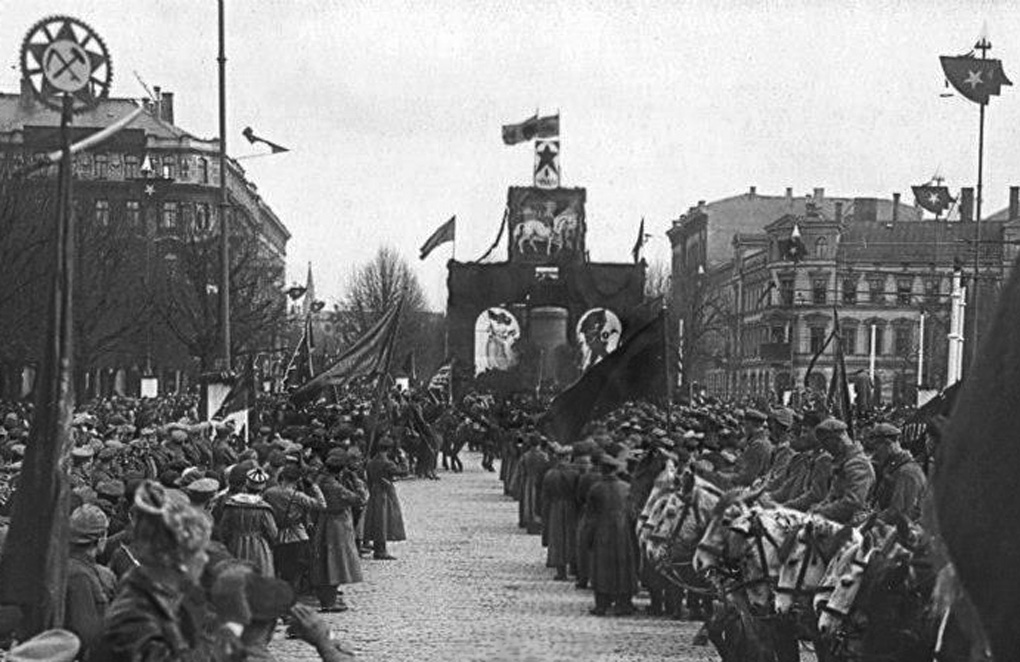
1919. május elsejei ünnepség Rigában
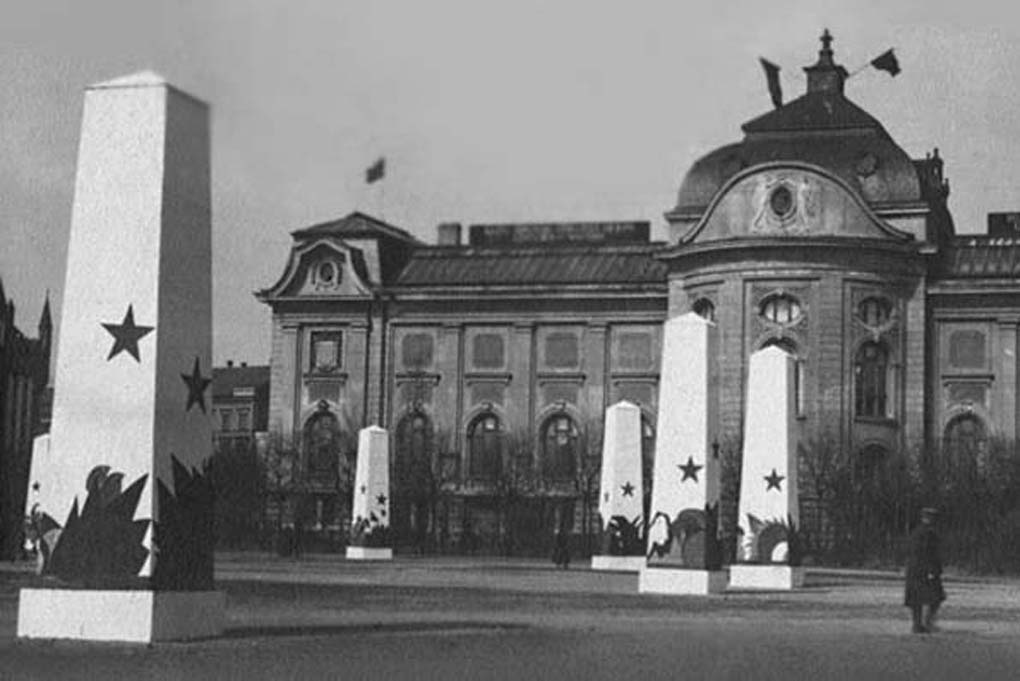
1919. május elsejei dekoráció Rigában
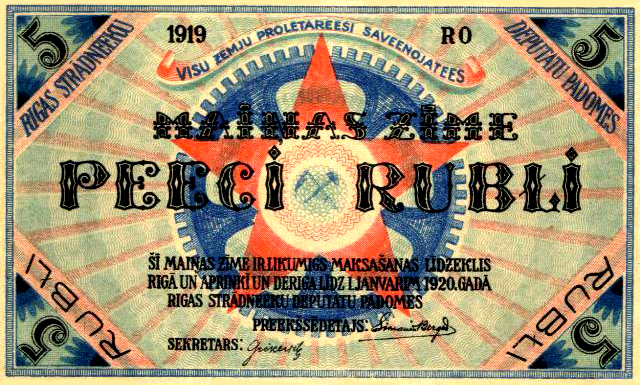
Ötrubeles bankjegy
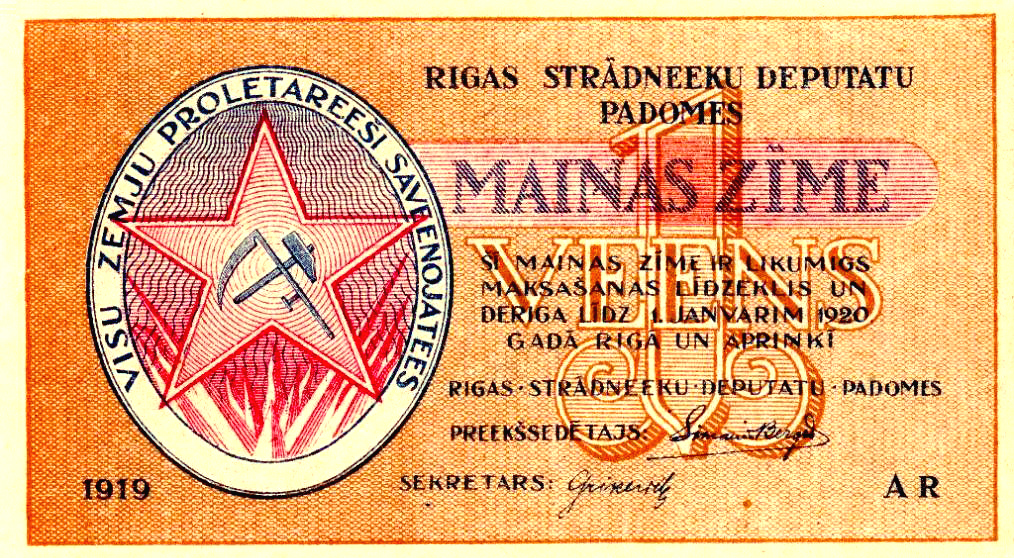
Egyrubeles bankjegy

## Bibliográfia
- Stuchka, P.. Piat’ mesiatsev Sotsialisticheskoi sovetskoi Latvii: Sbornik statei i dokumentov (russian nyelven). Pskov: Izd-vo TsK KP Latvii, 2 v. o. (1919–21). OCLC 38770737
- Popoff, George. The City of the Red Plague: Soviet Rule in a Baltic Town. London; New York: George Allen & Unwin; E.P. Dutton & Co (1932). OCLC 413467
- Krastyn', IA. P. (Krastiņš, J.) (ed.). Sotsialisticheskaia Sovetskaia Respublika Latvii v 1919 g. i inostrannaia interventsiia: Dokumenty i materialy (russian, latvian nyelven). Riga: Izd-vo Akademii Nauk Latviiskoi SSR, 2 v. o. (1959–60). OCLC 18861284
- Zile, Zigurds L. (1977). „Legal Thought and the Formation of Law and Legal Institutions in the Socialist Soviet Republic of Latvia, 1917–1920” (PDF). Journal of Baltic Studies 8 (3), 195–204. o. DOI:10.1080/01629777700000191. (Hozzáférés: 2007. július 10.)

## Fordítás
Ez a szócikk részben vagy egészben  a   Latvian Socialist Soviet Republic című angol Wikipédia-szócikk ezen változatának fordításán alapul.  Az eredeti cikk szerkesztőit annak laptörténete sorolja fel. Ez a jelzés csupán a megfogalmazás eredetét és a szerzői jogokat jelzi, nem szolgál a cikkben szereplő információk forrásmegjelöléseként.